# Презуле (Болцано)
Презуле је насеље у Италији у округу Болцано, региону Трентино-Јужни Тирол.
Према процени из 2011. у насељу је живело 84 становника. Насеље се налази на надморској висини од 874 м.